# Room No. 382
A Room No. 382 Miyavi japán rockzenész remixalbuma, mely 2008. december 24-én jelent meg. A lemezen korábbi dalainak remixváltozata hallható, melyet TeddyLoid készített, aki Miyavi korábbi, Kavki Boyz háttéregyüttesének volt a DJ-je. Az album 127. volt az Oricon slágerlistáján, a Billboard Japan listáján pedig 89. helyet ért el.

## Számlista
| #   | Cím                                                          | Hossz |
| --- | ------------------------------------------------------------ | ----- |
| 1.  | Ippiki ókami ron (一匹狼論)                                  | 3:28  |
| 2.  | 2 be wiz U                                                   | 3:59  |
| 3.  | Dzsibun kakumei (自分革命)                                   | 4:09  |
| 4.  | Dear My Friend                                               | 3:17  |
| 5.  | Kimi ni negai vo (君に願いを)                                | 4:18  |
| 6.  | Señor, Señora, Señorita (セニョール セニョーラ セニョリータ) | 4:09  |
| 7.  | Rock no gjakusú (ロックの逆襲)                               | 3:13  |
| 8.  | Dzsósó kaidó (常勝街道)                                      | 4:17  |
| 9.  | Girls, Be Ambitious                                          | 4:25  |
| 10. | Asita, genki ni naare (あしタ、元気ニなぁレ。)               | 3:45  |